# António Ribeiro
Dom António Ribeiro (Pereira, São Clemente de Basto, Celorico de Basto, 21 de maio de 1928 — Reboleira, Amadora, 24 de março de 1998) foi um cardeal português, o 15.º Patriarca de Lisboa, como D. António II.

## Biografia

### Infância e juventude
Nasceu no lugar de Pereira, freguesia de São Clemente de Basto, município de Celorico de Basto, no seio de uma família modesta. Era filho único de José Ribeiro (c. 1860) e de sua mulher Ana Gonçalves (c. 1904), ambos de São Clemente de Basto. Ficou órfão de pai aos dois anos de idade. Aluno brilhante desde cedo, depois de fazer a 4ª classe, em 1941 ingressou no Seminário de Nossa Senhora de Conceição, onde esteve cinco anos, e depois foi estudar Filosofia e Teologia outros cinco anos no Seminário Conciliar de São Pedro e São Paulo, ambos em Braga. Terminados os seus estudos optou pela vida religiosa. De regresso à sua terra natal, deu explicações e aulas de catequese.

### Vida religiosa
Foi ordenado presbítero em 5 de julho de 1953, na Arquidiocese de Braga. O então arcebispo de Braga, D. António Bento Martins Júnior, mandou-o estudar para Roma onde se doutorou na Pontifícia Universidade Gregoriana com a tese «A Doutrina do Evo em S. Tomás de Aquino. Ensaio sobre a duração da alma separada». Esteve também na Faculdade Teológica em Innsbruck e na Faculdade Teológica de Munique.
Depois desta sua formação humanística, filosófica e teológica, António Ribeiro iniciou a sua atividade na Comunicação Social e no ensino. Entre 1959 e 1964 foi membro do corpo docente do Seminário de Braga e ficou responsável pelo programa «Encruzilhadas da Vida», transmitido aos sábados na RTP, em que debate temas de atualidade, frequentemente sugeridos pelos próprios telespectadores. Foi docente do Instituto Superior de Ciências Sociais e Políticas, entre 1964 e 1966. Em Lisboa frequentava tertúlias e convivia com artistas. Distinguia-se pela sua bela aparência e personalidade discreta, mas cativante, e pelas suas ideias liberais e progressistas. Transitou para o programa, também na RTP, intitulado "Dia do Senhor", entre 1964 e 1967, onde demonstrou as suas qualidades de comunicador, com um sentido crítico e uma capacidade de leitura cristã dos acontecimentos. Lecionou Filosofia Social, Filosofia Moral e Psicologia Social e foi director do Instituto Superior de Cultura Católica, entre 1965–1967 e Vigário-geral da arquidiocese de Braga, entre 1966 e 1967. Para além de trabalhar na área da Comunicação Social, foi assistente nacional e diocesano da Liga Universitária Católica e ainda das associações profissionais de médicos, farmacêuticos, juristas, engenheiros e professores.

### Episcopado
Inicialmente foi escolhido para suceder, na diocese moçambicana da Beira, ao bispo D. Sebastião Soares de Resende, mas o regime não permitiu que fosse para Moçambique. Foi então eleito bispo-titular de Tigillava e nomeado bispo-auxiliar de Braga, em 3 de Julho de 1967, foi consagrado em 17 de Setembro, pelo Cardeal Manuel Gonçalves Cerejeira, Patriarca de Lisboa, assistido por Francisco Maria da Silva, arcebispo de Braga, e por António de Castro Xavier Monteiro, arcebispo titular de Mitilene, bispo-auxiliar de Lisboa.
Em 6 de Junho de 1969, é nomeado bispo-auxiliar de Lisboa. Promovido ao Patriarcado de Lisboa, o décimo-quinto patriarca de Lisboa com o nome de D. António II (nomeado aos 13 de Maio de 1971, por aniversário das aparições marianas de Fátima). Foi nomeado Vigário militar de Portugal, 24 de Janeiro de 1972.

### Cardinalato
O Papa Paulo VI fê-lo cardeal no consistório de 5 de março de 1973, recebendo o barrete cardinalício e o título de Santo Antônio de Pádua na Via Merulana no mesmo dia.
Enquanto Cardeal Patriarca, foi bastante criticado pelo seu apoio público às amnistias aos presos do Partido Revolucionário do Proletariado/Brigadas Revolucionárias (PRP/BR) e mais tarde na campanha de libertação de Otelo Saraiva de Carvalho, detido, na altura, por pertencer às Forças Populares 25 de Abril.
Posteriormente Paulo VI confiou-lhe a presidência do último Sínodo de Bispos do seu pontificado, a IV Assembleia Ordinária do Sínodo dos Bispos, no Vaticano, a 30 de setembro de 1997.
Foi o enviado especial do Papa João Paulo II para a celebração do quinto centenário da evangelização de Angola, em Luanda, entre 22 e 27 de outubro de 1991 e enviado especial do Papa para a celebração do quinto centenário do Tratado de Tordesilhas, em Setúbal, Portugal, a 5 de setembro de 1994. Presidiu à cerimónia de casamento do Duque de Bragança e chefe da Casa Real Portuguesa, D. Duarte Pio de Bragança com Isabel de Herédia, a 13 de maio de 1995, em Lisboa.
Era fumador, tendo contraído cancro do pulmão, de que morreu em 24 de março de 1998, na Clínica de Santo António da Reboleira, na Amadora. O seu túmulo encontra-se no túmulo dos patriarcas na Igreja de São Vicente de Fora, em Lisboa. Um monumento comemorativo a ele foi erguido em Britelo, Basto, e um busto foi colocado em sua vila natal, Celorico de Basto, na praça que leva seu nome.

## Ordenações[7]

### Ordenações presbíteros
- José João dos Santos Marcos (1974)
- Nuno Isidro Nunes Cordeiro[8] (1990)

### Ordenações episcopais
- Augusto César Alves Ferreira da Silva, C.M. (1972)
- Maurílio Jorge Quintal de Gouveia † (1974)
- Francisco Antunes Santana † (1974)
- Aurélio Granada Escudeiro † (1974)
- António Baltasar Marcelino † (1975)
- António Francisco Marques, O.F.M. † (1975)
- João Alves † (1975)
- José da Cruz Cardeal Policarpo † (1978)
- Albino Mamede Cleto † (1983)
- António Ramos Monteiro, O.F.M.Cap. † (1987)
- Horácio Coelho Cristino † (1987)
- Januário Torgal Mendes Ferreira (1989)
- António Vitalino Fernandes Dantas, O.Carm. (1996)

## Conclaves
- Conclave de agosto de 1978 – participou da eleição do Papa João Paulo I
- Conclave de outubro de 1978 – participou da eleição do Papa João Paulo II